# Shark fin

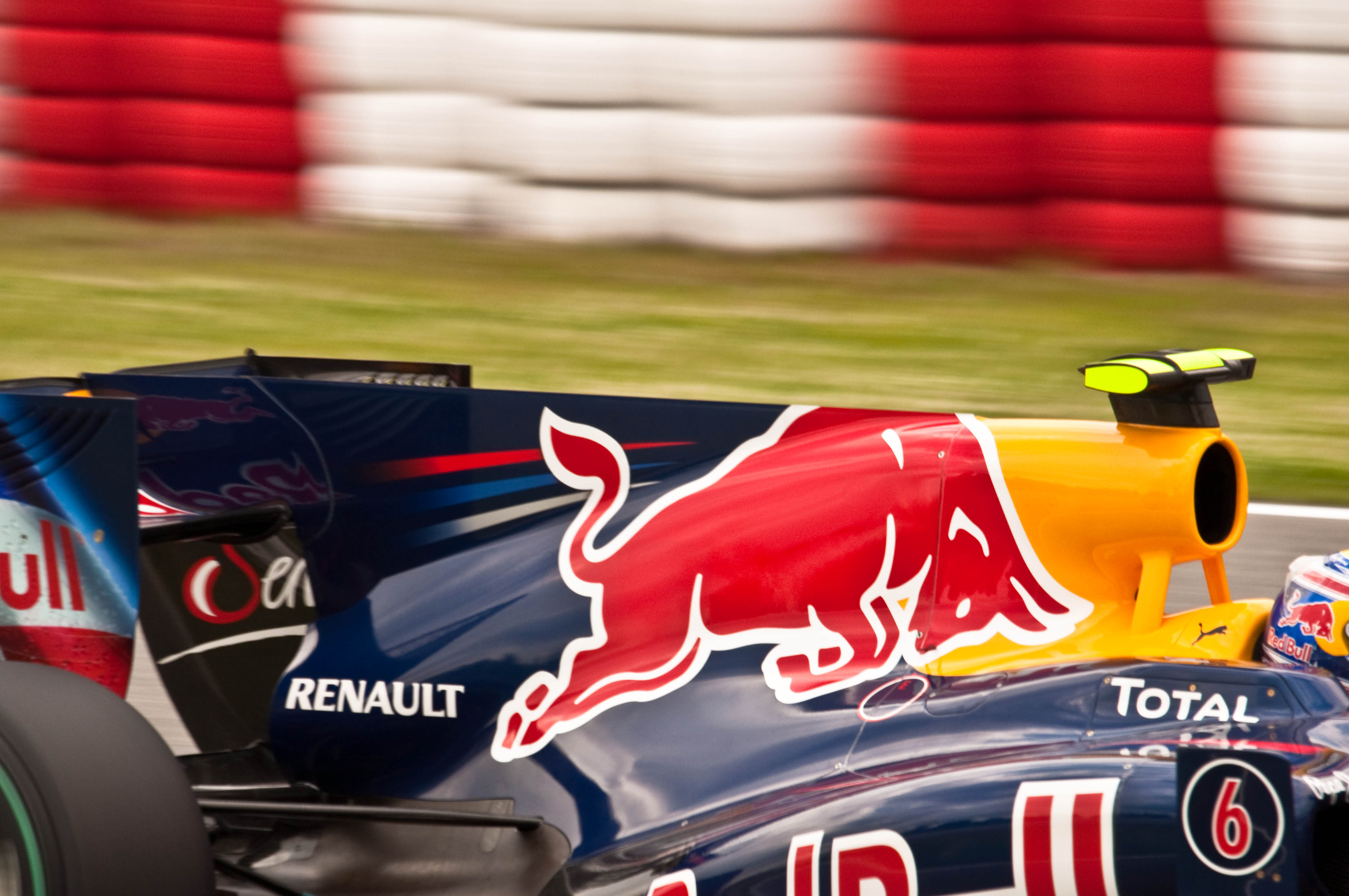
Shark fin su una monoposto Red Bull

Lo shark fin (in italiano pinna di squalo) è un elemento aerodinamico dalla forma triangolare e sottile presente nella parte posteriore delle monoposto di Formula 1, utilizzato per indirizzare e canalizzare i flussi d'aria sull'ala posteriore, oltre a essere sfruttato come porzione utile di carrozzeria per l'affissione di sponsor o pubblicità. Questo elemento è stato introdotto sfruttando una scappatoia nel regolamento tecnico, ma dalla stagione 2018 ne è stato bandito l'utilizzo.

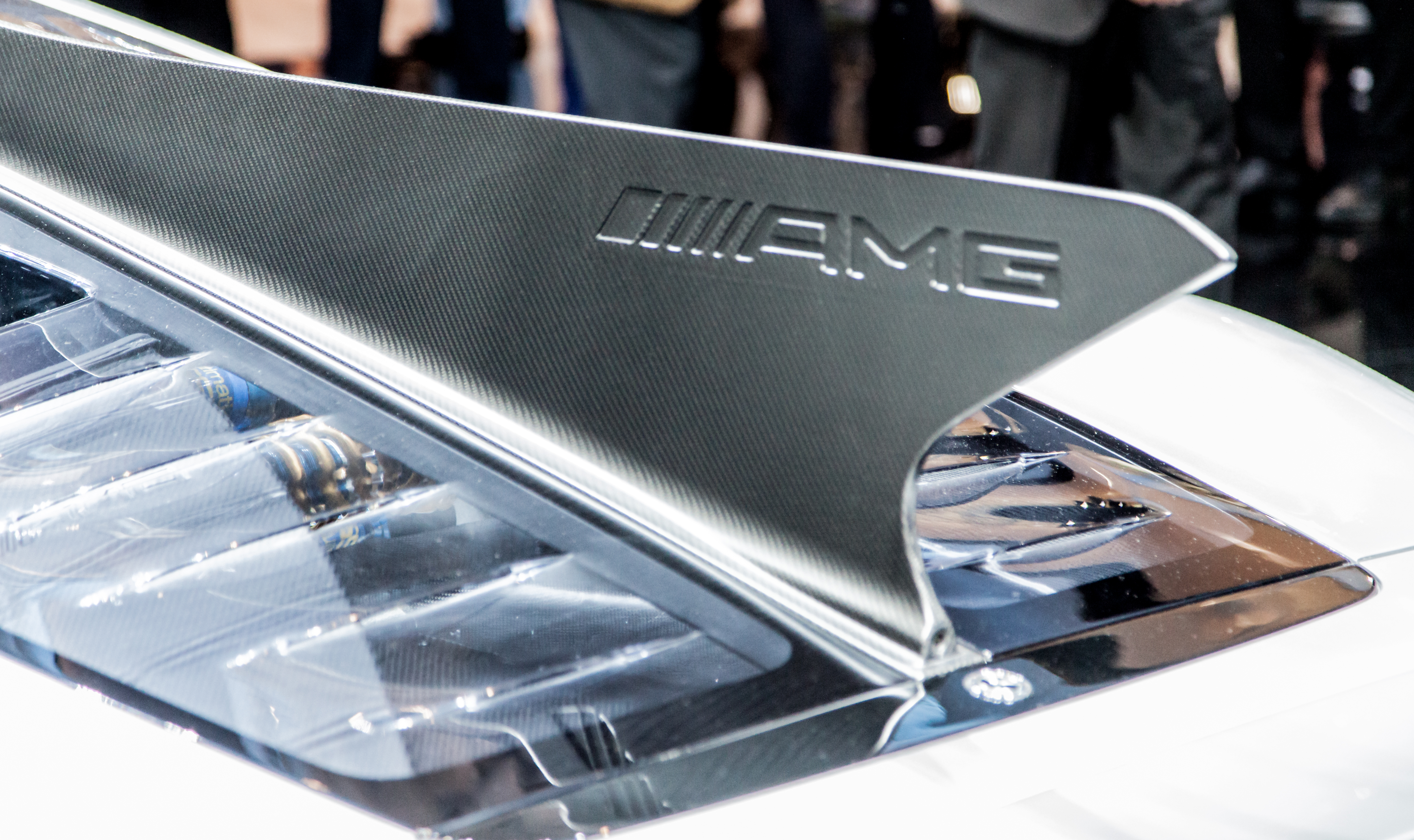
Shark fin applicato su una vettura stradale, la Mercedes Project One

Usato già in passato da alcune scuderie, è stato impiegato in forma più massiccia nel 2010 per poi cadere in disuso ed essere di nuovo utilizzato nella stagione 2017 dalla quasi totalità delle scuderie, tranne che dalla Mercedes. Questa soluzione viene impiegata anche nel campionato endurance WEC sulle vetture nella categoria prototipi LMP1.
Il cambio di regolamento che ha imposto la riduzione delle dimensioni dell'alettone posteriore e il suo abbassamento ha comportato maggiori disturbi aerodinamici e la riduzione della deportanza. Lo shark fin risolve tale inconveniente, facendo sì che l'aria attraversi la zona in maniera più uniforme e costante, così che essa arrivi perpendicolarmente all'alettone, incrementando l'efficienza e il carico aerodinamico dall'ala posteriore.
Questa soluzione presenta alcuni aspetti negativi. Gli shark fin sono sensibili alle raffiche di vento laterali che possono spostare in senso traversale la vettura e la maggiore superficie aumenta la resistenza aerodinamica, specialmente in rettilineo riducendo la velocità massima. Inoltre essendo posti in una zona alta del veicolo, essi alzano il baricentro della vettura riducendone di conseguenza l'agilità e la manovrabilità.